# Mériel
Mériel – miejscowość i gmina we Francji, w regionie Île-de-France, w departamencie Dolina Oise.
Według danych na rok 1990 gminę zamieszkiwało 3985 osób, a gęstość zaludnienia wynosiła 750 osób/km² (wśród 1287 gmin regionu Île-de-France Mériel plasuje się na 365. miejscu pod względem liczby ludności, natomiast pod względem powierzchni na miejscu 654.).